# Tour de Setif
Il Tour de Setif (it. Giro di Setif) era una corsa a tappe maschile di ciclismo su strada, organizzata intorno alla città di Sétif, in Algeria, dal 2014 al 2016 con cadenza annuale. Nelle tre edizioni corse fece parte del calendario dell'UCI Africa Tour come prova di classe 2.2.
Si svolse in tre tappe nel 2014, e in quattro nelle altre due edizioni. 

## Albo d'oro
Aggiornato all'edizione 2016.
| Anno | Vincitore         | Secondo               | Terzo               |
| ---- | ----------------- | --------------------- | ------------------- |
| 2014 | Thomas Lebas      | Sergey Belykh         | Artur Shaymuratov   |
| 2015 | Nabil Baz         | Abderrahmane Mansouri | Boualem Belmoukhtar |
| 2016 | Essaïd Abelouache | Adil Barbari          | Tomas Vaitkus       |